# Liste der Kulturdenkmale in Wingerode
Die Liste der Kulturdenkmale in Wingerode umfasst die als Ensembles, Einzeldenkmale und Bodendenkmale erfassten Kulturdenkmale in der thüringischen Gemeinde Wingerode und ihrer Ortsteile (Stand: 11. Februar 2025).
Die Angaben in der Liste ersetzen nicht die rechtsverbindliche Auskunft der zuständigen Denkmalschutzbehörde.

## Legende
- Bild: zeigt ein Bild des Kulturdenkmals und gegebenenfalls einen Link zu weiteren Fotos des Kulturdenkmals im Medienarchiv Wikimedia Commons
- Bezeichnung: Name, Bezeichnung oder die Art des Kulturdenkmals
- Lage: Wenn vorhanden Straßenname und Hausnummer des Kulturdenkmals; Grundsortierung der Liste erfolgt nach dieser Adresse. Der Link Karte führt zu verschiedenen Kartendarstellungen und nennt die Koordinaten des Kulturdenkmals.
 Kartenansicht, um Koordinaten zu setzen – in dieser Kartenansicht sind Kulturdenkmale ohne Koordinaten mit einem roten bzw. orangen Marker dargestellt und können in der Karte gesetzt werden. Kulturdenkmale ohne Bild sind mit einem blauen bzw. roten Marker gekennzeichnet, Kulturdenkmale mit Bild mit einem grünen bzw. orangen Marker.
- Datierung: gibt das Jahr der Fertigstellung beziehungsweise das Datum der Erstnennung oder den Zeitraum der Errichtung an
- Beschreibung: bauliche und geschichtliche Einzelheiten des Kulturdenkmals, vorzugsweise die Denkmaleigenschaften
- ID: Die ID identifiziert das Kulturdenkmal eindeutig. In Thüringen sind aktuell keine IDs veröffentlicht. In der ID-Spalte kann sich auch folgendes Icon  befinden, dies führt zu Angaben zu diesem Kulturdenkmal bei Wikidata.

## Einzeldenkmale
| Bild                                    | Bezeichnung                                                          | Lage                                                                                       | Datierung | Beschreibung | ID |
| --------------------------------------- | -------------------------------------------------------------------- | ------------------------------------------------------------------------------------------ | --------- | ------------ | -- |
| Direkt Bild zu diesem Denkmal hochladen | Bildstock                                                            | Hauptstraße 28 Flur 13 / Flurstück(e) 138                                                  |           |              |    |
| Direkt Bild zu diesem Denkmal hochladen | Wohnhaus                                                             | Hauptstraße 40 Flur 13 / Flurstück(e) 107                                                  |           |              |    |
| Direkt Bild zu diesem Denkmal hochladen | Wohnhaus                                                             | Hauptstraße 46 Flur 13 / Flurstück(e) 104                                                  |           |              |    |
| weitere Bilder Fotos hochladen          | Kapelle mit Ausstattung / Kath. Wallfahrtskapelle St. Ignatius       | Hauptstraße o. Nr. Flur 13 / Flurstück(e) 161 (Karte)                                      |           |              |    |
| Direkt Bild zu diesem Denkmal hochladen | Bildstock                                                            | Hauptstraße o. Nr. Ortsausgang Richtung L3080 (ehem. B 80) Flur 6 / Flurstück(e) 159       |           |              |    |
| Direkt Bild zu diesem Denkmal hochladen | Wohnhaus                                                             | Kirchstraße 22 Flur 13 / Flurstück(e) 94/3                                                 |           |              |    |
| weitere Bilder Fotos hochladen          | Kirche mit Kirchhof und Ausstattung / Kath. Pfarrkirche St. Johannes | Kirchstraße o. Nr.; Hauptstraße o. Nr. Flur 12 / Flurstück(e) 182 (Karte)                  |           |              |    |
| Direkt Bild zu diesem Denkmal hochladen | Anger mit Angertisch und Linde                                       | Kirchstraße o. Nr.; Hauptstraße o. Nr. Flur 12 / Flurstück(e) 183                          |           |              |    |
| Direkt Bild zu diesem Denkmal hochladen | Pfarrhaus mit Scheune                                                | Leinestraße 1 Flur 13 / Flurstück(e) 73/2                                                  |           |              |    |
| Direkt Bild zu diesem Denkmal hochladen | Mariengrotte                                                         | Wallfahrtsweg Papst Benedikt XVI o. Nr. Flur 4 / Flurstück(e) 133/1                        |           |              |    |
| Direkt Bild zu diesem Denkmal hochladen | Hagelkreuz                                                           | Feldmark Flur 10 / Flurstück(e) 361                                                        |           |              |    |
| Direkt Bild zu diesem Denkmal hochladen | Distanzstein                                                         | L3080 (ehem. B 80) (zwischen Abzweig Bodenrode und Wingerode) Flur 10 / Flurstück(e) L3080 |           |              |    |

## Bodendenkmale
| Bild                           | Bezeichnung      | Lage                                      | Datierung | Beschreibung | ID |
| ------------------------------ | ---------------- | ----------------------------------------- | --------- | ------------ | -- |
| weitere Bilder Fotos hochladen | Wüstung Volsbach | Flur 2 / Flurstück(e) 88; 91; 136 (Karte) |           |              |    |